# دون بارتليت
دون بارتليت هو كاتب سيناريو كندي، ولد في 1 أبريل 1960 في غاندر ‏ في كندا.

## وصلات خارجية
- دون بارتليت على موقع الاتحاد الدولي للكرلنغ (الإنجليزية)
- دون بارتليت على موقع اللجنة الأولمبية الدولية (الإنجليزية)
- دون بارتليت على موقع أوليمبيديا (الإنجليزية)